# Круїзна компанія

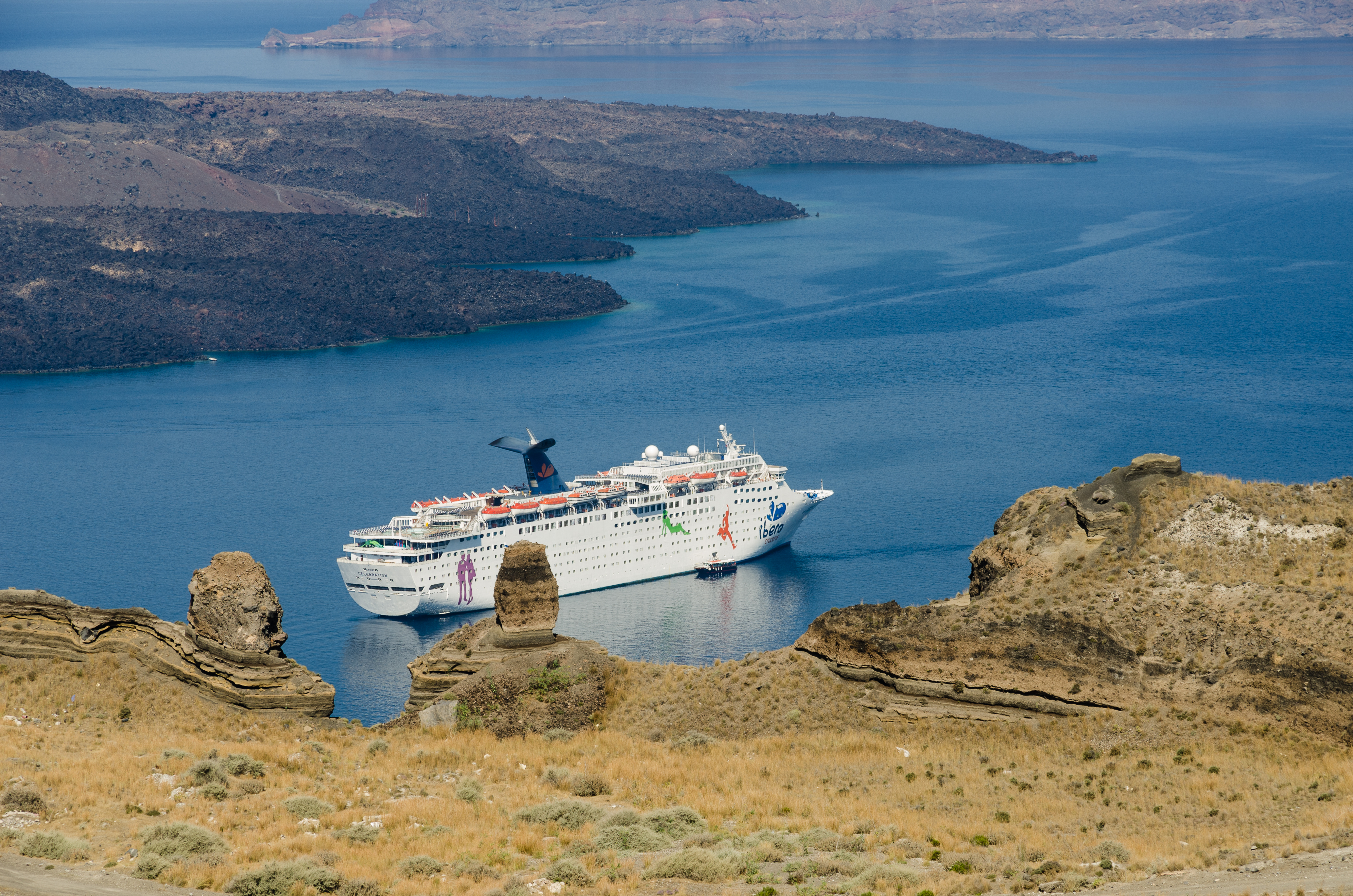
Круїзне судно «Grand Celebration» (компанії Ibero Cruceros) у Санторіні, Греція.

Круїзна компанія (англ. Cruise line) — це компанія, яка керує круїзними суднами, що курсують в океані чи річках, і яка продає круїзи громадськості. Круїзні компанії відрізняються від пасажирських, які в основному займаються перевезенням пасажирів. Хоча круїзні пакети, які надають круїзні компанії, відрізняються, є деякі спільні риси, такі як проживання, харчування та розваги. Можуть включати алкогольні напої та берегові екскурсії, іноді за додаткову плату.
Серед круїзних компаній деякі є прямими нащадками традиційних пасажирських компаній, тоді як інші були засновані з 1960-х років спеціально для круїзів. Бізнес був надзвичайно нестабільним; кораблі — це значні капітальні витрати з дуже високими експлуатаційними витратами, і незначне зниження кількості бронювань може легко вивести компанію з ладу. Круїзні компанії часто продають, реконструюють або просто перейменовують свої судна, щоб не відставати від туристичних тенденцій.
Хвиля невдач і консолідації в 1990-х роках призвела до того, що багато компаній були куплені значно більшими холдинговими компаніями та почали працювати як «бренди» у великих корпораціях. Бренди існують частково через постійну лояльність клієнтів, а також для того, щоб пропонувати різні рівні якості та обслуговування. Наприклад, Carnival Corporation & plc володіє як круїзною компанією Carnival Cruise Line, колишній імідж якої були судна, які мали репутацію «кораблів для вечірок» для молодих мандрівників, але стали великими, сучасними, але все ще прибутковими, так і Holland America Line, чиї кораблі культивують імідж класичної елегантності.